# Suzanne Hoschedé
Pour les articles homonymes, voir Hoschedé.
Suzanne Hoschedé, née Marie Alice Germaine Suzanne Hoschedé le 29 avril 1868 à Paris 10e, et morte le 6 février 1899 à Giverny (Eure) est la fille d’Alice Hoschedé et d’Ernest Hoschedé, ainsi que la belle-fille et un des modèles favoris de Claude Monet. Elle figure sur plusieurs tableaux connus de Claude Monet, à l'instar de Femme à l'ombrelle de 1886, mais aussi sur un tableau de Theodore Robinson. Elle est d'autre part la première épouse du peintre impressionniste américain Theodore Earl Butler, installé à Giverny.

## Modèle de Monet
Après la mort de Camille Doncieux et la mise en ménage de Claude Monet avec Alice Hoschedé, Suzanne Hoschedé devient l'un des modèles préférés de Claude Monet, sans doute même son modèle favori à cette époque, puisque, selon la tradition familiale, les séances de pose répétées que lui demandent Claude Monet l'épuisent nerveusement.

## Mariage avec Theodore Earl Butler

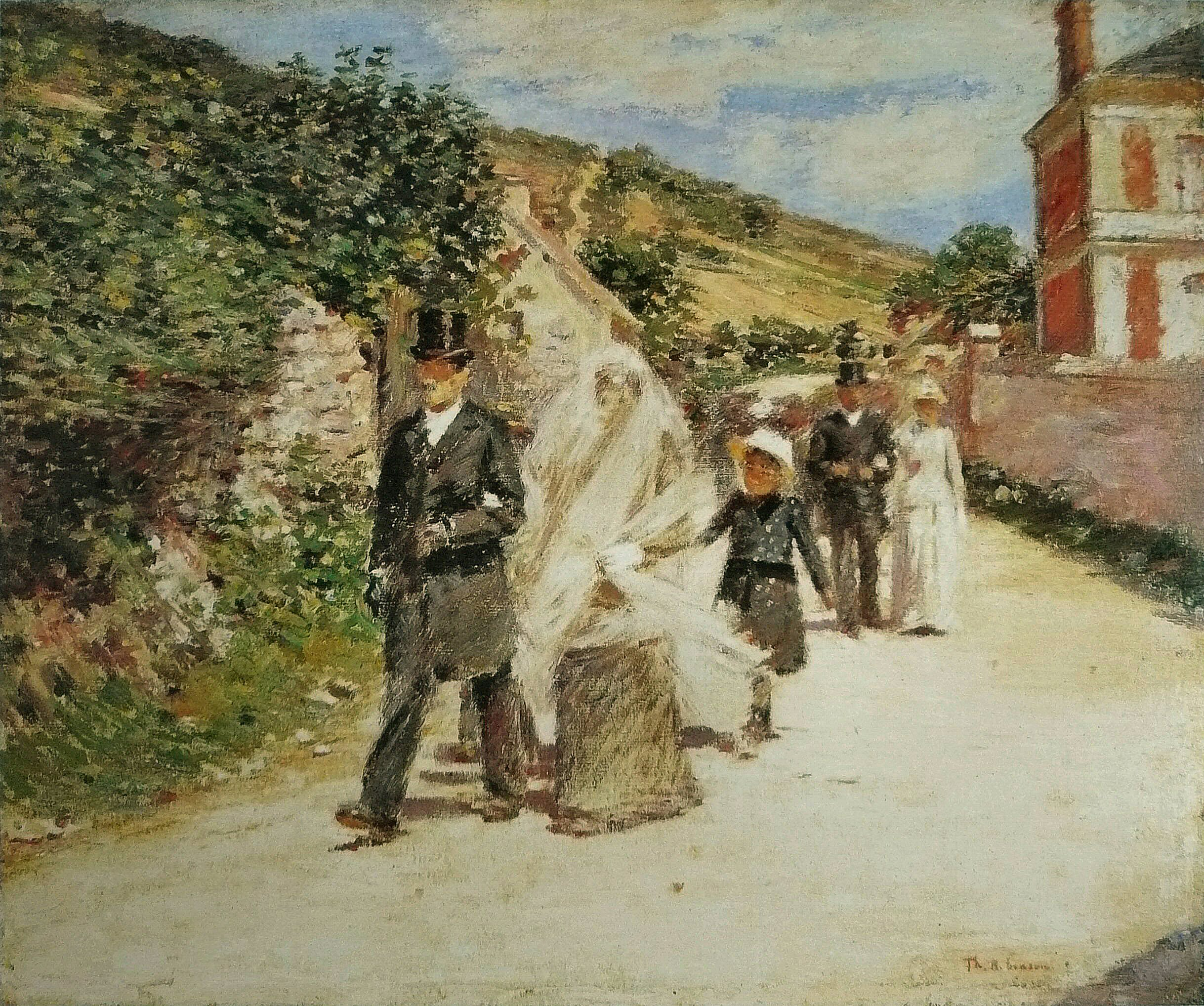
Suzanne Hoschedé et Theodore Earl Butler, par Theodore Robinson.

Au début des années 1890, le peintre américain Theodore Earl Butler, venu s'installer à Giverny, tombe amoureux d'elle, et finit par l'épouser. Il doit cependant d'abord affronter l'opposition initiale farouche de Claude Monet, qui voit d'un très mauvais œil tous ces « misérables Américains » de passage à Giverny qui pourraient bien séduire une ou plusieurs de ses belles-filles.
Ce n'est que lorsque Claude Monet apprend de Theodore Robinson la situation confortable de la famille Butler que sa réticence fléchit. Le mariage a lieu à Giverny le 20 juillet 1892, tout juste dix jours après que Claude Monet lui-même a épousé officiellement la mère de Suzanne, Alice Hoschedé. Le mariage de Suzanne et de Theodore Earl Butler est immortalisé par un autre peintre américain, Theodore Robinson, sous le titre Le Cortège nuptial (The Wedding March). Theodore Earl Butler a légué une de ses toiles au musée de Vernon.

## Famille
Theodore Butler devient alors un lien essentiel entre la communauté de peintres américains implantée en France et Claude Monet. Avec Suzanne, ils ont deux enfants nés à Giverny, James (« Jimmy ») Butler tout d'abord, (1893-1976), puis Lilly Butler, née en 1894,.
Suzanne Hoschedé-Butler meurt en février 1899 après une longue maladie. Sa plus jeune sœur, Marthe Hoschedé, aide alors Theodore Butler à élever leurs deux enfants. Elle l'accompagne à New York, puis, lorsqu'ils reviennent à Giverny l'année suivante, ils se marient, Marthe devenant ainsi la seconde Mme Butler. Lilly Butler deviendra plus tard une dessinatrice de mode pour Harper's Bazaar. Le peintre français Jean-Marie Toulgouat est son fils, et par conséquent, le petit-fils de Suzanne Hoschedé et de Theodore Butler.

## Galerie

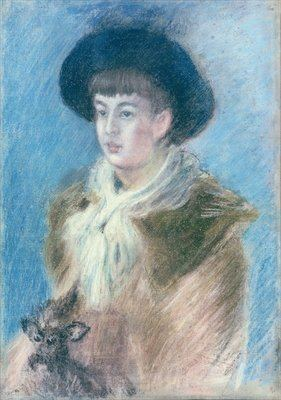
"Portrait de Suzanne Hoschedé avec son chien" (c. 1880), pastel Claude Monet (W P 71)
"Femme à l'ombrelle tournée vers la droite" : Portrait de Suzanne Hoschedé, fille d'Alice Hoschedé. Claude Monet, 1886[11].
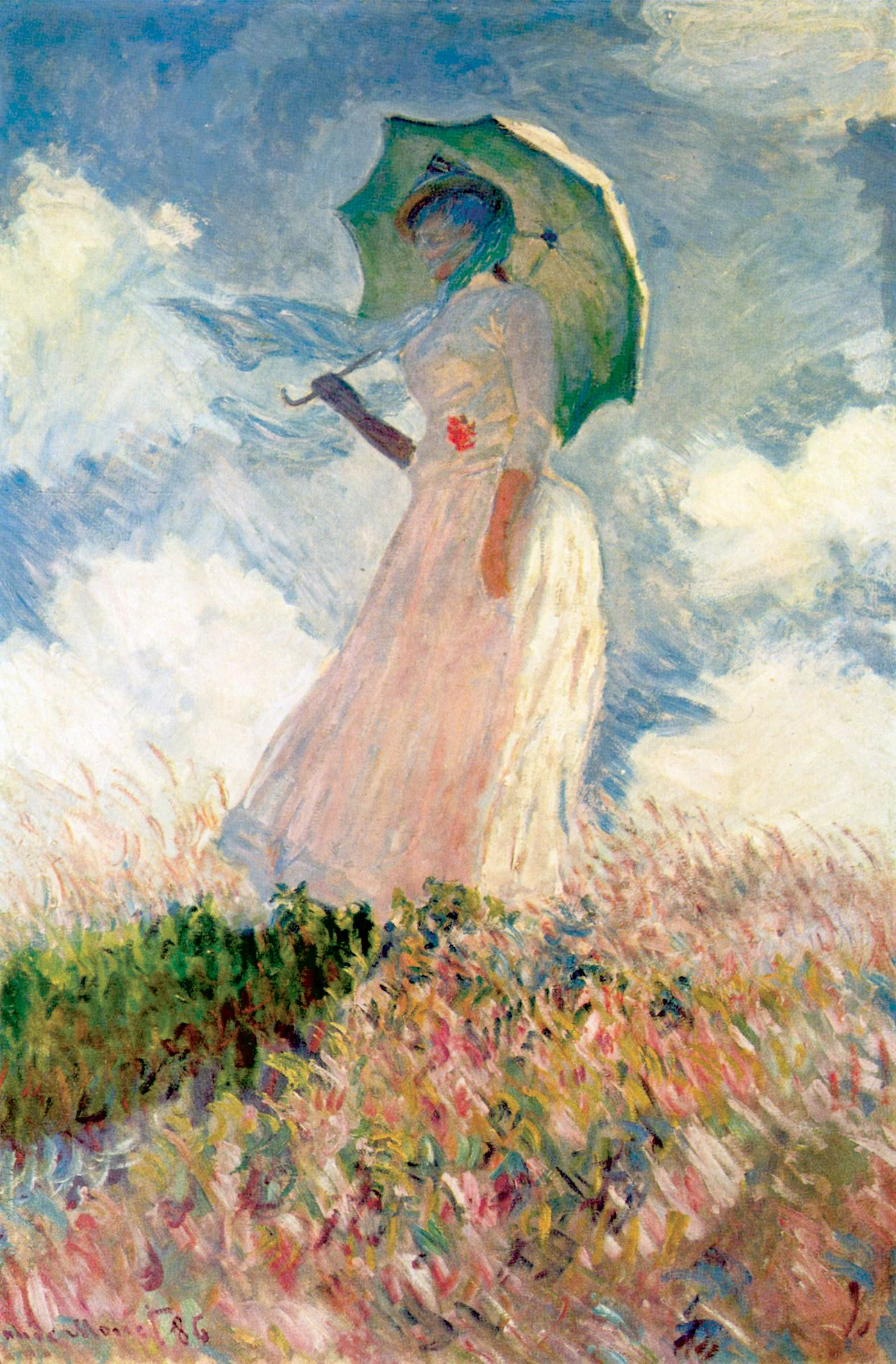
"Essai de figure en plein-air : Femme à l'ombrelle tournée vers la gauche" (1886). Musée d'Orsay. Claude Monet (W 1076)
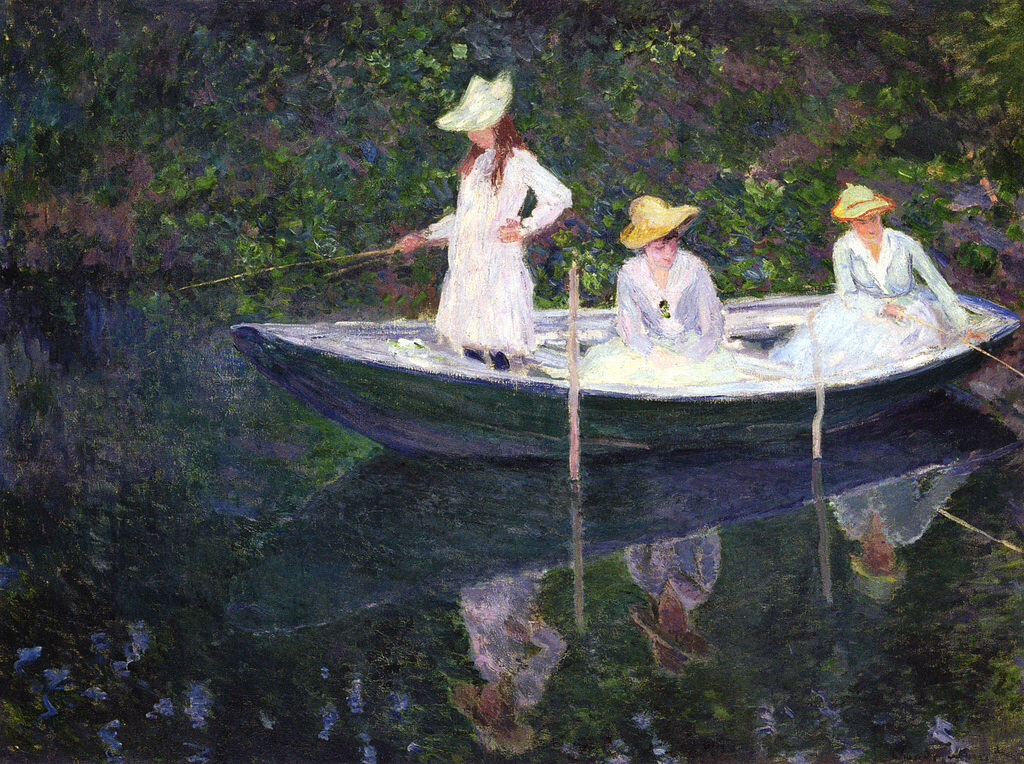
En norvégienne : scène représentant Germaine, Suzanne et Blanche Hoschedé. Claude Monet, 1887[13].
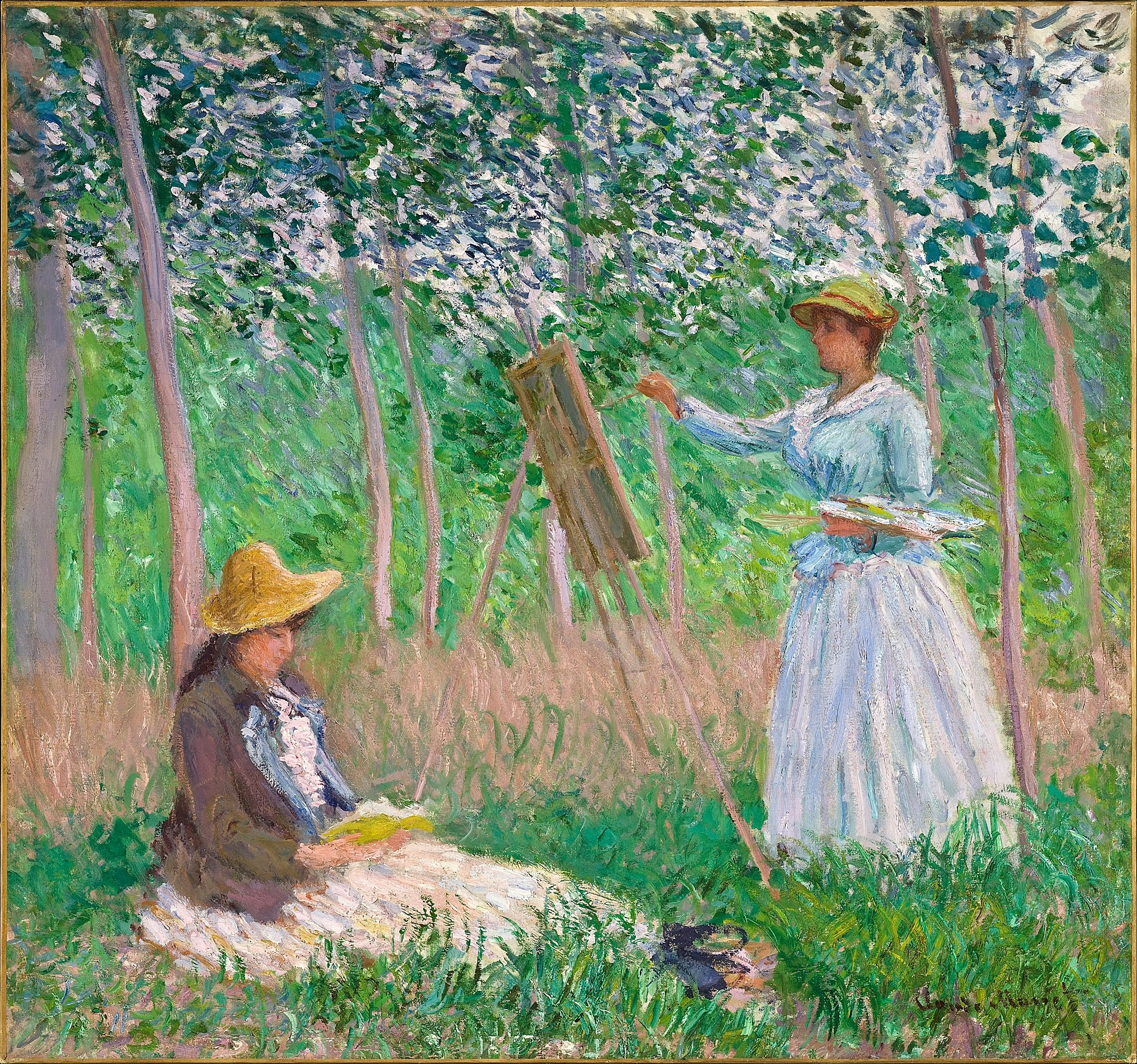
"Dans le Bois de Giverny, Blanche Hoschedé à son chevalet avec Suzanne lisant" (1887). Claude Monet (W 1131) - LA County Museum of Art
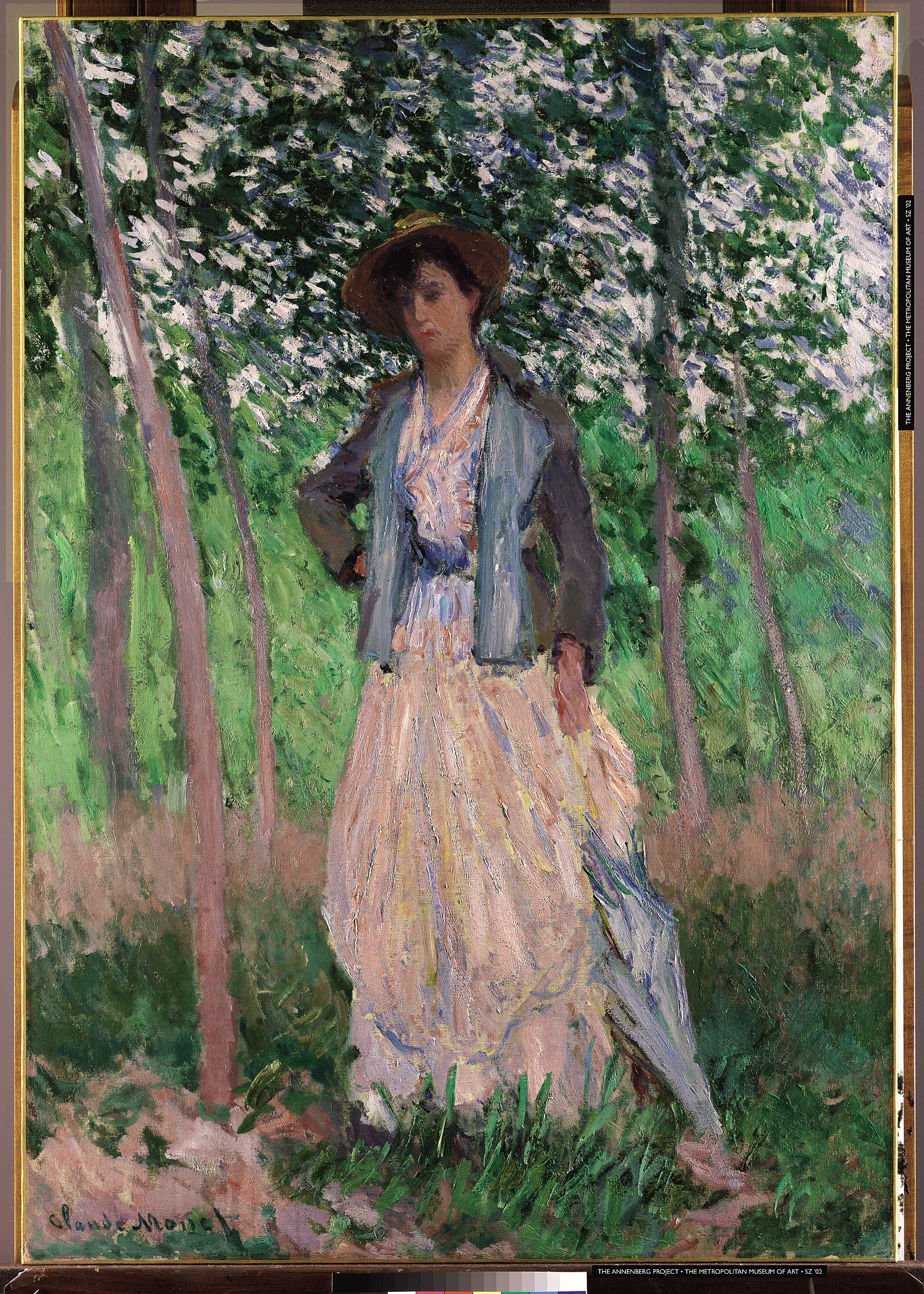
"La Promeneuse (Suzanne Hoschedé)" (1887), Claude Monet, The MET, NYC (W 1133)
Portrait de Suzanne aux soleils (1890), Claude Monet (W 1261)
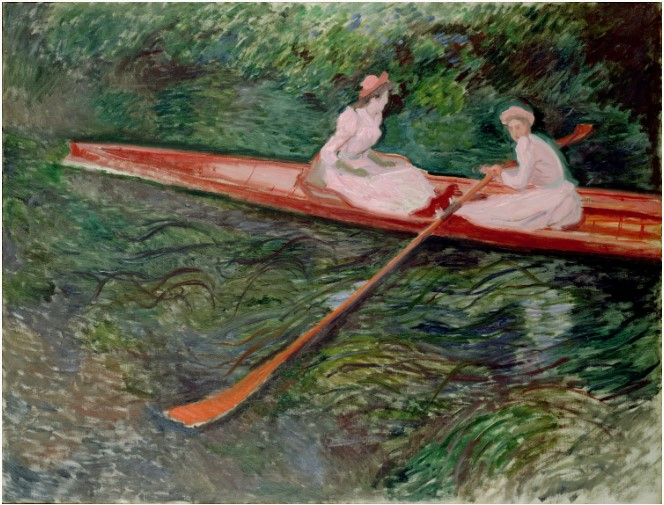
"La Barque rose" (1890) scène représentant Suzanne et Blanche Hoschedé. Musée Pola (Hakone). Claude Monet (W 1249)
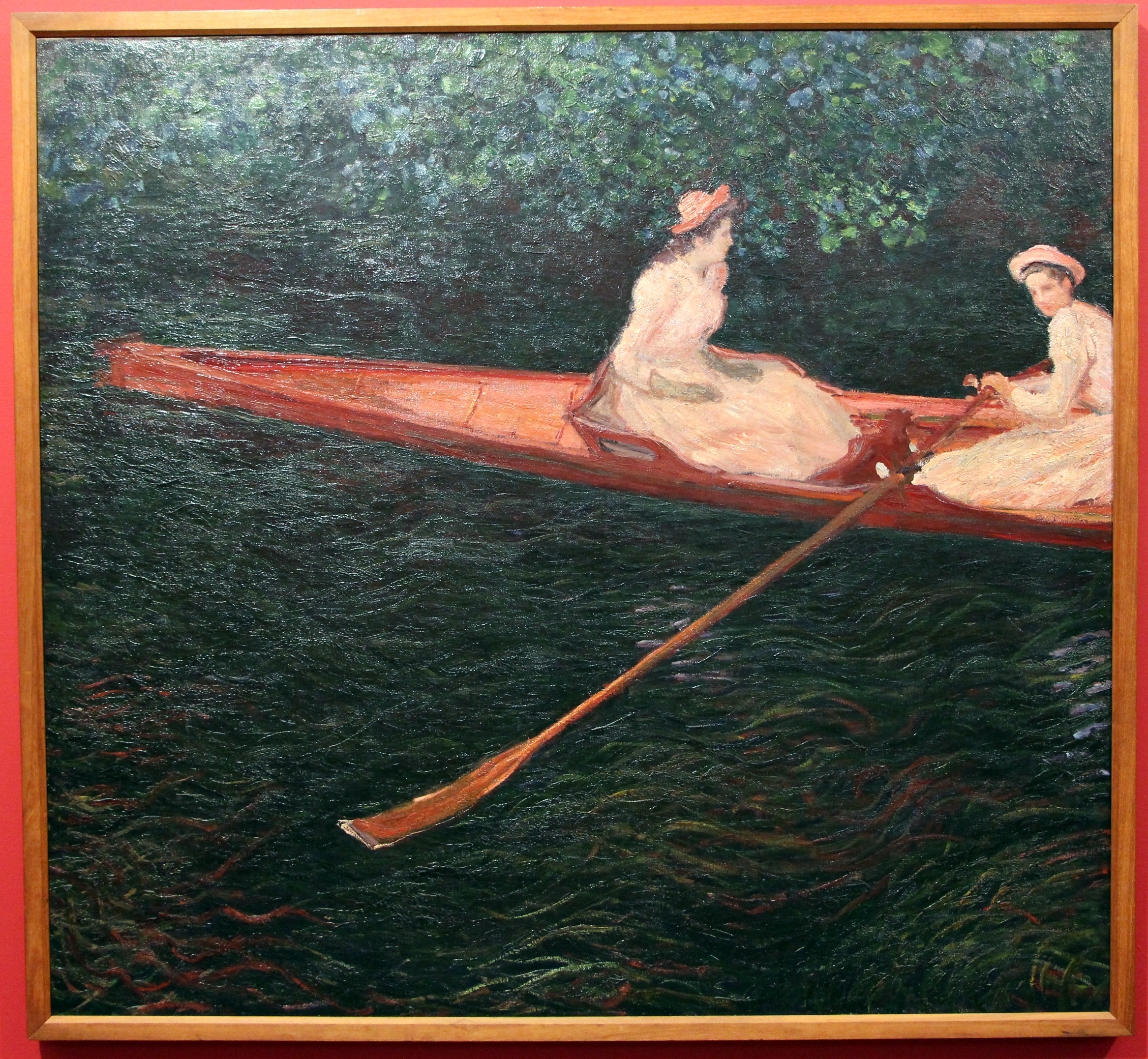
En Canot sur l'Epte (1890) scène représentant Suzanne et Blanche Hoschedé. Musée d'art de São Paulo. Claude Monet (W 1250)